# Louisville RiverFrogs
Louisville RiverFrogs byl profesionální americký klub ledního hokeje, který sídlil v Louisvillu ve státě Kentucky. V letech 1995–1998 působil v profesionální soutěži East Coast Hockey League. RiverFrogs ve své poslední sezóně v ECHL skončily v základní části. Své domácí zápasy odehrával v hale Broadbent Arena s kapacitou 6 600 diváků. Klubové barvy byly zelená a žlutá.
Zanikl v roce 1998 přestěhováním do Miami, kde byl založen tým Miami Matadors.

## Přehled ligové účasti
Zdroj: 
- 1995–1997: East Coast Hockey League (Severní divize)
- 1997–1998: East Coast Hockey League (Severozápadní divize)